# Zawidz Kościelny
Zawidz Kościelny ist ein Dorf im Powiat Sierpecki in der Woiwodschaft Masowien, Polen. Der Ort ist auch Sitz der Landgemeinde (gmina wiejska) Zawidz.

## Geographie
Zawidz Kościelny liegt 33 km nördlich von Płock und 101 km nordwestlich von Warschau.

## Geschichte
Zawidz Kościelny war Sitz der Landgemeinde Gmina Kosemin bis zu deren Auflösung 1954.  Mit der Gemeindereform 1973 wurde der Ort Sitz der  Landgemeinde Zawidz. Von 1975 bis 1998 gehörte das Dorf zur Woiwodschaft Płock.